# 短穗杜英
短穗杜英（学名：Elaeocarpus brachystachyus）为杜英科杜英属下的一个种。